# Lady of the Dunes
 (février 2021).
Si vous disposez d'ouvrages ou d'articles de référence ou si vous connaissez des sites web de qualité traitant du thème abordé ici, merci de compléter l'article en donnant les références utiles à sa vérifiabilité et en les liant à la section « Notes et références ».
Ruth Marie Terry, née le 8 septembre 1936 et morte vers juillet 1974, également connue sous le nom de Lady of the Dunes, est une victime de meurtre, demeurée sans identité pendant presque 50 ans. Son corps a été découvert le 26 juillet 1974, dans les dunes de Race Point à Provincetown dans le Massachusetts. Il a été exhumé en 1980, 2000 et en 2013 afin de l'identifier.

## Découverte

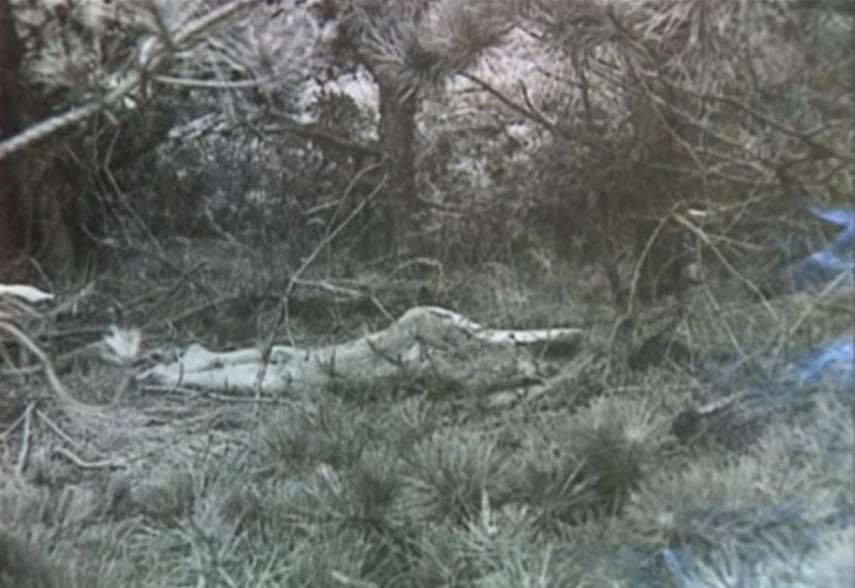
Le corps de la victime lors de sa découverte

Le 26 juillet 1974, une fille âgée de neuf ans qui promenait son chien découvre le cadavre d'une femme non identifiée en putréfaction dans les dunes de Race Point à Provincetown dans l'état de Massachusetts. Le corps n'est découvert qu'à quelques mètres de la route et il y a beaucoup d'activité des insectes. Deux traces de pas ont mené au corps, et des traces de pneu ont été découvertes à environ 50 mètres de la scène. Il est possible que la femme soit morte deux semaines avant la découverte.
La victime était allongée face contre terre sur la moitié d'une couverture de plage. Il n'y avait aucune signe de résistance ; les policiers émettent l'hypothèse qu'elle connaissait le meurtrier ou qu'elle dormait lors du meurtre. Sous la tête, un bandana bleu et un pantalon Wrangler ont été découverts. Elle avait les cheveux auburn ou roux attachés en queue de cheval avec un élastique éclaboussé d'or. Ses ongles de pied sont peints en rouge.
Les policiers ont établi que la femme mesurait environ 168 cm de haut (auparavant on[Qui ?] avait cru qu'elle mesurait 173 cm), qu'elle pesait 66 kg, et qu'elle avait l'air sportive. Elle avait subi des interventions dentaires, y compris la pose d'une couronne, valant de 5 000 $ à 10 000 $ ; les dentistes affirment que ces interventions ont un « style de New York »[incompréhensible]. Plusieurs de ses dents avaient été extraites, et il lui manquait les deux mains et un avant-bras. Selon la plupart des sources[Lesquelles ?], elle avait entre 25 et 40 ans. Cependant, il est possible qu'elle ait entre 20 et 49 ans.
La femme a été presque décapitée, peut-être à cause d'étranglement ; c'est peut-être à l'aide d'une pelle à tranchée que l'on lui a écrasé la tête. Elle est morte de la blessure à la tête. Il y avait également des signes d'agression sexuelle, sûrement après la mort.
Certains enquêteurs estiment que le manque des dents, des mains et de l'avant-bras indiquent que le meurtrier voulait cacher soit l'identité de la victime soit la sienne.
En octobre 1974, la femme a été enterrée après un manque de progrès de l'enquête. En 2014, l'un des enquêteurs a collecté des fonds pour remplacer le cercueil de la victime, qui a rouillé et a détérioré le cadavre.

## Enquête

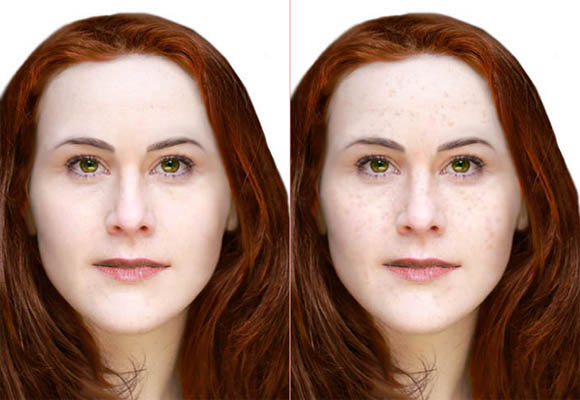
Reconstruction supplémentaire, représentant la victime avec et sans taches de rousseur

Les policiers ont étudié de près des milliers de cas de personnes disparues et une liste de véhicules homologués conduits dans le quartier ; il n'y avait aucune correspondance. Le sable et la couverture de plage trouvés à la scène n'ont pas été dérangés, ce qui suggère que le cadavre a été probablement déplacé à l'endroit où son corps a été découvert. Outre le jean, le bandana, la couverture et l'élastique, il n'y avait pas d'autres preuves, malgré les recherches importantes des dunes environnantes.
La première reconstruction faciale de la femme était en argile en 1979. En 1980, on a déterré le corps afin de l'examiner ; on n'a découvert aucune nouvelle piste (bien que le crâne ne soit pas enterré). En mars 2000, on l'a déterré de nouveau afin de prélever de l'ADN. En mai 2010, le crâne a été mis dans un scanographe qui a généré des images. Ensuite le Centre national pour enfants disparus et exploités aux États-Unis les a utilisées pour concevoir une nouvelle reconstruction.

### Pistes
En 1987, une Canadienne a avoué à son ami qu'elle a vu son père étrangler une femme dans le Massachusetts vers l'an 1972. La police s'est efforcée de repérer la femme, mais elle n'a pas réussi. Une autre femme a dit à la police que la reconstruction de la victime ressemblait à sa sœur, qui avait disparu en 1974.
Les enquêteurs ont suivi une piste qui impliquait la criminelle disparue Rory Gene Kesinger, qui aurait eu 25 ans lors du meurtre (elle s'est échappée de prison en 1973). Les autorités ont remarqué une ressemblance entre Kesigner et la victime. Cependant, l'ADN de la mère de Kesigner n'a pas concordé avec celui de la victime.
Deux autres femmes disparues, Francis Ewalt du Montana et Vicke Lamberton du Massachusetts, ont également été écartées.

### Figurante possible dans le filmJaws
En août 2015, on s'est interrogé sur la possibilité que Lady of the Dunes ait été figurante dans le film Les Dents de la mer (1975), qui avait été tourné de mai à octobre 1974 à Martha's Vineyard (spécifiquement dans le village de Menemsha), à environ 160 km au sud de Provincetown. Joe Hill, fils de l'écrivain d'horreur Stephen King, l'a signalé à la police après avoir lu The Skeleton Crew: How Amateur Sleuths are Solving America's Coldest Cases. Pendant qu'il regardait la scène du jour du quatre juillet, tournée à la plage, il a décelé une femme dans la foule. Elle portait un bandana bleu et un jean qui ressemblaient à ceux de la victime. Bien qu'un enquêteur principal a souligné l'intérêt à cette piste, les autres pensent que c'est « invraisemblable » et une « spéculation imprécise ».

### L'identité du corps
En 2022, des ossements ont été envoyés à Othram (société américaine spécialisée en généalogie) ; avec ceux-ci, on[Qui ?] a généré un profil ADN pour identifier des parents éloignés, ce qui a aidé à identifier la victime.
Le 31 octobre 2022, le bureau extérieur du FBI à Boston a annoncé que la victime a été identifiée comme étant Ruth Marie Terry, une femme du Tennessee qui avait des liens avec le Michigan, le Massuchusetts et la Californie. On ne peut pas expliquer pourquoi elle était dans le Massachusetts quand elle a été tuée. Le FBI a affirmé que l'identité de Terry a été déterminée à l'aide de la généalogie d'enquête, méthode utilisée pour identifier d'autres homicides non identifiés et plus de 150 criminels dont Joseph James DeAngelo. Depuis octobre 2022, la Massachusetts State Police enquête sur ce dossier, considéré un homocide.

## Suspects
En 1981, les enquêteurs ont découvert qu'une femme, qui ressemblait à la victime, a été vue avec le gangster Whitey Bulger au moment où la femme est morte, probablement. Bugler était connu pour avoir extrait les dents des victimes. On n'a pas démontré son implication dans le meurtre, et il a été tué en prison en 2018.
Le tueur en série Tony Costa, qui était dans la région, était l'un des premiers suspects, mais il a été écarté. Costa est mort le 12 mai 1974. La victime a été découverte en juillet 1974.

### La confession de Hadden Clark
Le tueur en série Hadden Clark a avoué le meurtre, et il a déclaré : « j'aurais pu révéler le nom de la victime aux policiers, mais puisqu'ils m'ont défoncé la gueule, je n'allais rien leur dire. ... Ce meurtre est toujours non résolu ; ce que la police cherche est dans le jardin de mon grand-père ». Les autorités ont déclaré que Clark a la schizophrénie paranoïde, une maladie mentale qui peut faire avouer les crimes faussement.
En 2004, Clark a envoyé une lettre à un ami, dans laquelle il a dit qu'il avait tué une femme au cap Cod, dans le Massachusetts. Il a également envoyé deux dessins : l'un d'une femme nue et sans main allongée face contre terre, et l'autre d'une carte qui désignait où le cadavre a été découvert.
En avril 2000, Clark a mené la police à l'endroit où il prétend avoir enterré deux victimes en 1980. Il a dit qu'il avait tué plusieurs autres personnes dans divers États, des années 1970 aux années 1990.